# ディーツェンバッハ
ディーツェンバッハ (ドイツ語: Dietzenbach, ドイツ語発音: [ˈdiːt‿sn̩bax]) は、ドイツ連邦共和国ヘッセン州オッフェンバッハ郡の市で、同郡の郡庁所在地である。

## 地理

### 位置
ディーツェンバッハは、フランクフルト・アム・マインの南東約 12 km、オッフェンバッハ・アム・マインの南約 10 km のビーバー川沿い、海抜 150 m に位置している。

### 隣接する市町村
ディーツェンバッハは、北はホイゼンシュタム、東はロートガウ、南はレーダーマルク、西はドライアイヒ（以上、いずれもオッフェンバッハ郡）と境を接している。

### 市の構成

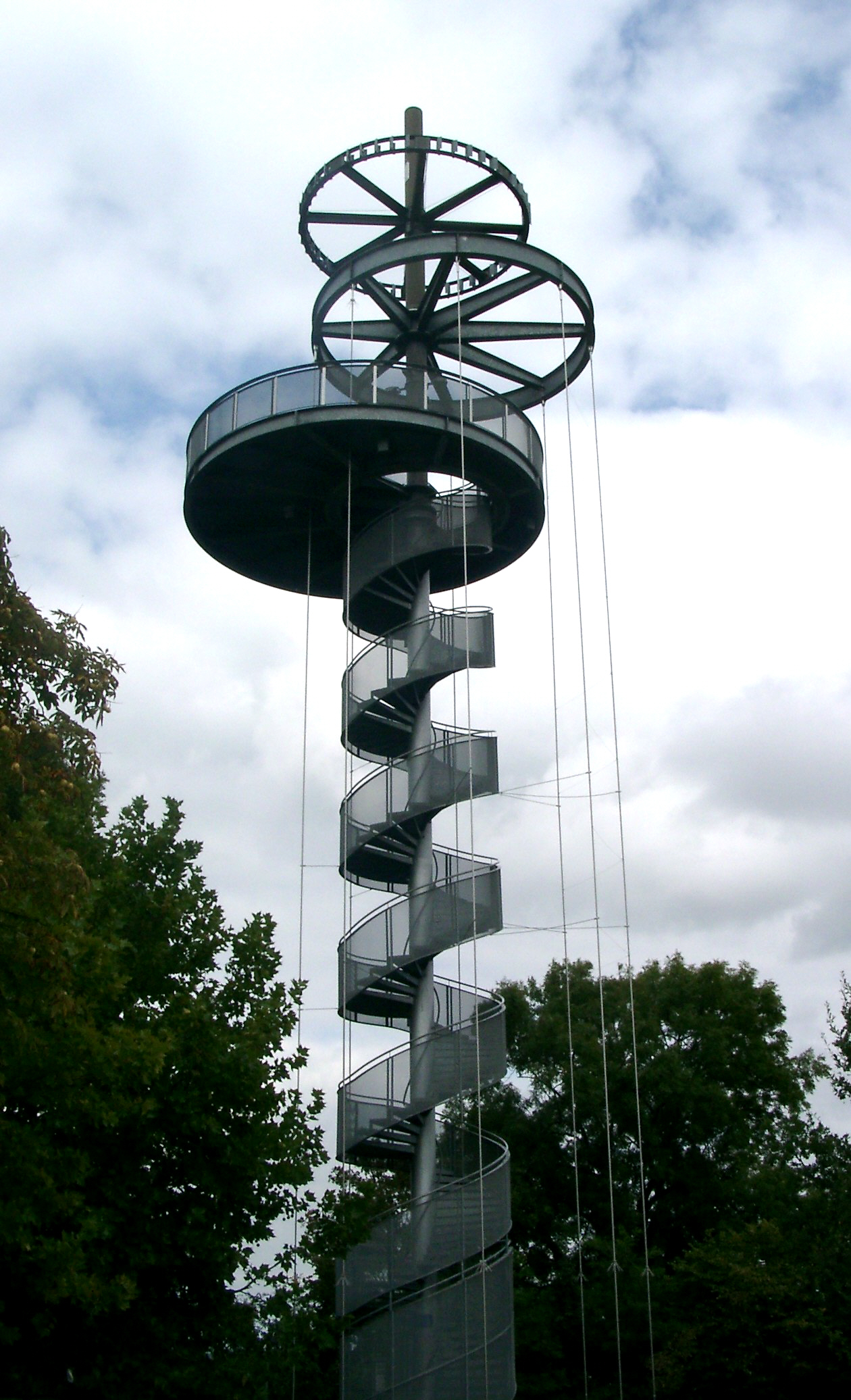
ヴィンゲルツベルクの展望塔

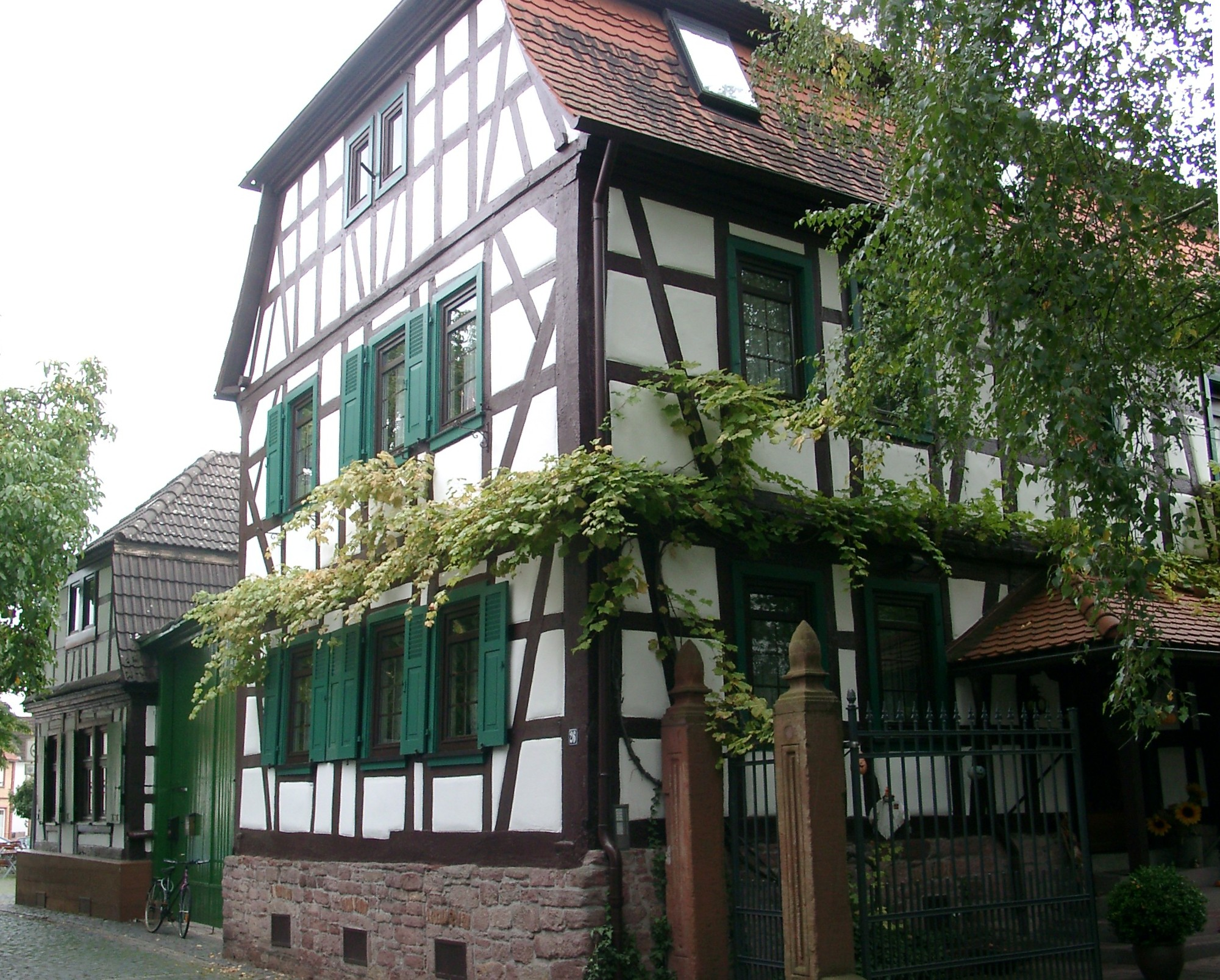
旧市街の木組みの家

#### シュタインベルク
シュタインベルク市区には北部産業地区の一部、託児所、ジードラーシュトラーセ老人センターおよびアストリート＝リントグレン＝シューレ（基礎課程学校）、レーゲンボーゲンシューレ（基礎課程学校）、ヘレン＝ケラー＝シューレ（特別学校）、ハインリヒ＝マン＝シューレ（ギムナジウム上級学年を含む共同型総合学校）の 4校がある。リーメスシュトラーセ運動場もこの市区にある。中心部にはシュタインベルク・ショッピングセンターがある。シュタインベルク市区の人口は約 12,000人である。

#### ノイエ・シュタットミッテ
シュタインベルク市区と昔の町の中心部との間に、かつて新興住宅地が造られ、その中心部に市庁舎とディーツェンバッハ公民館が建てられた（「ノイエ・シュタットミッテ」は直訳すると「新市街中心」）。
2006年まで大型スーパーマーケットやガソリンスタンド、駐車場を備えたショッピングセンターがあったのだが、1970年代の街に馴染まない建築様式と、経営者の建築に対する無関心から「街の汚点」と見なされていた。新規開発のための売却交渉は何度も先延ばしされたが、とうとう2005年末に市とオランダの Ten-Brinkeグループとの間で契約にサインがなされた。2005年末に旧toomスーパーマーケットが閉店した後、2006年秋にこの建物は完全に解体され、その土地に新しいショッピングセンターが建設された。2006年12月4日定礎式がなされ、2007年11月にオープンしたこのセンターは。「ラートハウス＝センター」の名で知られている。Ten-Brinkeグループは 3750万ユーロの巨費を投じて、全長 230 m、全幅 101 m の建物を建設した。この中には、8000 m2 の REWE センター（2008年までは Toomマルクト）や 4000 m2 のメディア・マルクトが入っている。残りの約 21000 m2 は、C&A （衣料品店、1600 m2）、ダイヒマン（靴屋、500 m2 × 2）、エルンスティングス・ファミリー（衣料品店、200 m2 × 2）および飲食店などに分配されている。

#### ヘクセンベルク
ヘクセンベルク市区は、オッフェンバッハ郡で最も高い山にちなんで名付けられた。この地区には社会的地位の比較的低い家族の世帯や多世帯住宅が造られている。この市区の中心部には小さな企業がいくつかある。

#### ヴィンゲルツベルク
ヴィンゲルツベルクは市区ではなく、旧市街の向かい側にあたる斜面に位置する住宅地である。最も高い場所には、スポーツ広場とそれに隣接して眺望テラスを持つレストランがある。また、「ヘッセンの日」のために建設された展望塔があり、フランクフルトまで眺めることができる。

#### 旧市街
ディーツェンバッハ旧市街には、数多くの木組み建築が遺されている。この他にディーツェンバッハ郷土博物館、私立図書館、警察署がある。

#### シュペッサルト地区
旧市街とノイエ・シュタットミッテとの間を通るシュタルケンブルクリングは、社会的に問題のある場所として知られている。

## 歴史
ディーツェンバッハは、1210年頃にパタースハウゼン修道院への寄進状に初めて記録されている。現在のディーツェンバッハ市域には、中世にはイッピングスハウゼン、ハルチェスホーフェン、リコルスハウゼンといった集落が存在したが、後に廃村となった。
ディーツェンバッハは、レーダーマルクの一部であった。ハーナウ家（伯）がこの地域の賦役、租税の徴税権を有していた。
最後のハーナウ伯ヨハン・ラインハルト3世が1736年に亡くなった後は、ハーナウ＝ミュンツェンベルク伯領は1643年の相続協定にしたがってヘッセン＝カッセル方伯フリードリヒ1世が、ハーナウ＝リヒテンベルク伯領は、ヨハン・ラインハルト3世の相続権を有する一人娘シャルロッテの息子にあたるヘッセン＝ダルムシュタット方伯ルートヴィヒ9世が相続した。マイン川のすぐ南側部分がハーナウ＝リヒテンベルク伯領であるか、ハーナウ＝ミュンツェンベルク伯領であるのかという帰属を巡って両相続者の間で争いが起きた。ヘッセン＝ダルムシュタット方伯がディーツェンバッハ、シャーフハイム、シュリーアバッハを占領し、ヘッセン＝カッセル方伯のハーナウに駐在していた軍勢がアムト・バーベンハウゼンの残りの部分を占領した際には、ほとんど武力衝突に発展するところであった。この対立は、最高裁判所における長い権力闘争の末、1771年に和解して終結した。これにより、アルトハイム、ディーツェンバッハ、ハルパーツハウゼン、シャーフハイム、シュリーアバッハがヘッセン＝ダルムシュタット方伯領となり、アムト・シャーフハイムを形成した。ディーツェンバッハは、その後の200年の間に、以下の行政区に属した。
- 1821年　ランゲン行政管区（ラントラーツベツィルク・ランゲン）
- 1832年　オッフェンバッハ郡（クライス・オッフェンバッハ）
- 1848年　ダルムシュタット行政管区（レギールングスベツィルク・ダルムシュタット）
- 1852年　オッフェンバッハ郡（クライス・オッフェンバッハ）

この間、1818年のレーダーマルク分割により、この街は森を手に入れた。
第二次世界大戦では、1941年9月20日から21日にかけての夜間にイギリス軍の空爆によって甚大な被害を受けた。
その後、1970年に都市権が与えられた。2001年にディーツェンバッハで「ヘッセンの日」が開催された。2002年からオッフェンバッハ郡（ラントクライス・オッフェンバッハ）の郡庁所在地となっが、ディーツェンバッハが公式に郡庁都市とされたのは、2003年3月24日であった。この間、隣のロートガウ市が人口が多いことを理由に郡庁所在地とすることを要求していたためである。

### 地名の変遷
- Dicenbach (1210年 - 1220年)
- Dicenbach (1270年)
- Dyetzinbach (1344年)
- Dytzenbach (1353年)
- Ditzenbach (1357年)
- Diczenbach (1437年)
- Dyetzenbach (1450年)
- Detzenbach (1535年)
- Dietzenbach (1542年)

### 人口推移

1829年から2016年までのディーツェンバッハの人口推移

この街は、第二次世界大戦以前は農村であったが、現在のディーツェンバッハ市内では農業は希である。
ディーツェンバッハは、ドイツで最も出生者数の多い市町村の一つである（1990年: 〜380人、2006年: 420人）。
住民の約 1/3 が100カ国を超える外国系住民である。

## 宗教

### キリスト教

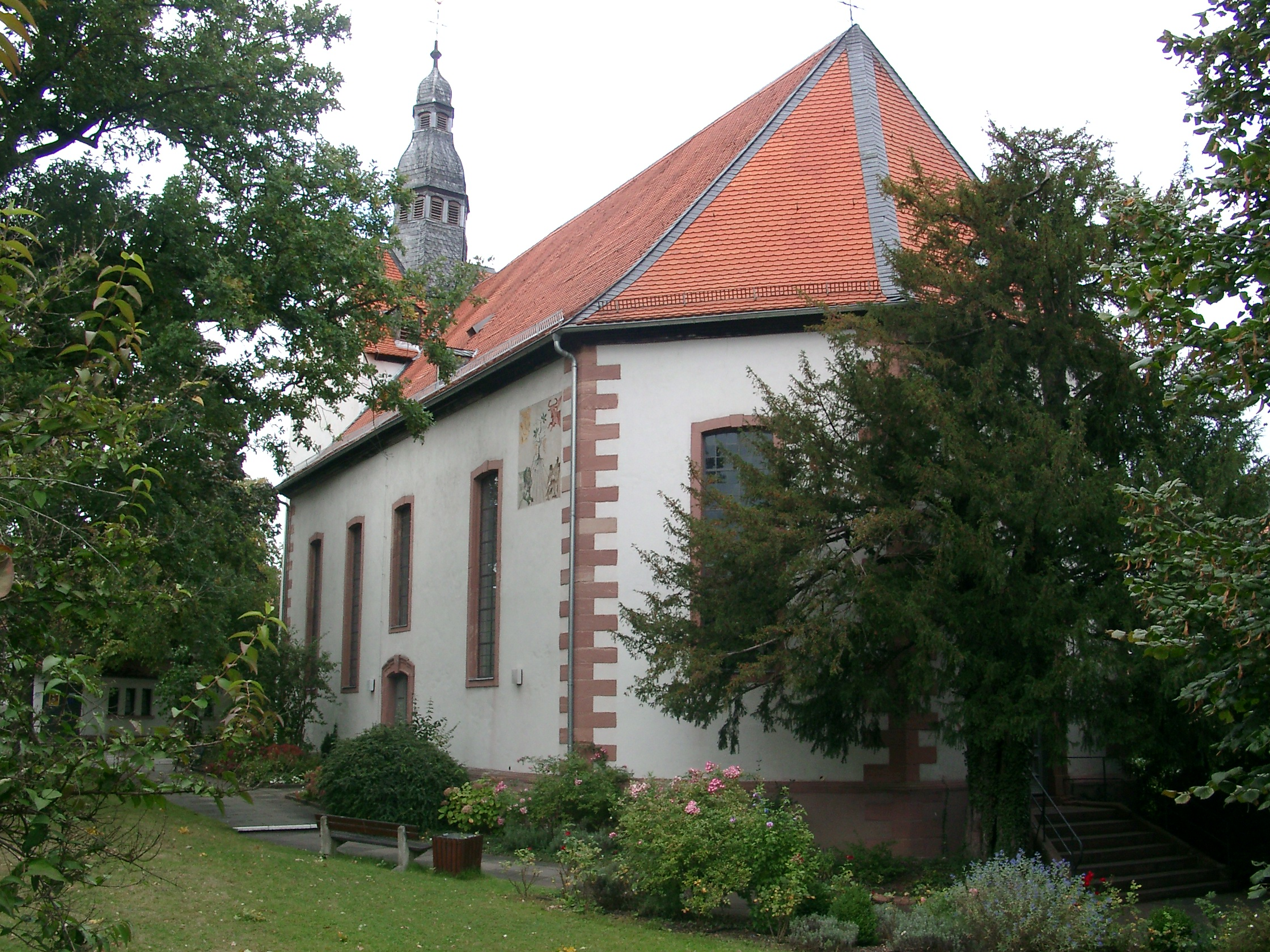
プロテスタントのキリスト教会

#### 歴史
1250年頃、エップシュタイン家が教会の保護権を有していた。1405年にはハーナウ家がこれを有した。宗教改革以前の時代、教会組織上はアシャッフェンブルクの聖パウル＝聖アレクサンダー助祭長区に属した。16世紀半ばにディーツェンバッハで宗教改革がなされた。プロテスタントの教会であるキリスト教会は、1753年から1754年に建設された。

#### 現在の教会組織
- 福音派キリスト教会[5]
- 福音派マルティン＝ルター教会ディーツェンバッハ＝シュタインベルク[6]
- ローマ＝カトリック教区教会 聖マルティン教会[7]
- 福音派イエズス教会ディーツェンバッハ[8]
- 新使徒派ディーツェンバッハ教会[9]

プロテスタントのキリスト教会、ルート教会（2011年からキリスト教会と合併した）、マルティン＝ルター教会およびローマ＝カトリックの聖マルティン教区教会は、2010年のキリスト被昇天の祝日に、ディーツェンバッハ・キリスト教会作業共同体 (ACK) を組織した。

### 宗教団体
- エホバの証人
- DitiB Daith モスク e.V.（トルコ人モスク）
- Tawhid モスク（モロッコ人モスク）
- Bait ul-Baqi（永遠の家、Ahmadiyya Muslim Jamaat Deutschland e. V.）

### ディーツェンバッハ宗教作業共同体
2011年6月11日の聖霊降臨祭の土曜日に行われた第1回「ディーツェンバッハ星空への平和の歩み」で、ディーツェンバッハ宗教作業共同体 (ARD) の設立定款が固定された。ADRには、上記の宗教団体すべてが参加している。

## 行政

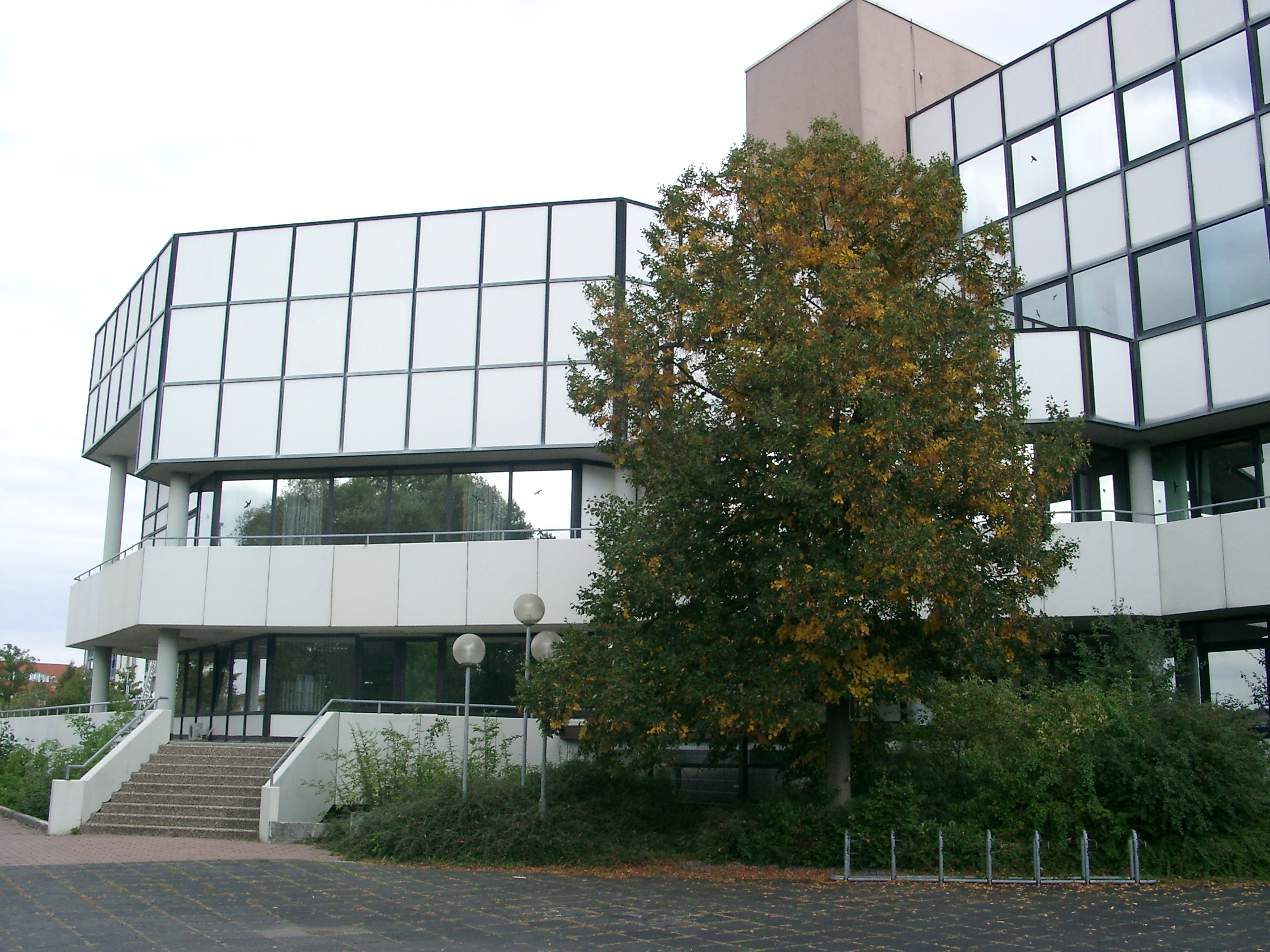
ディーツェンバッハ市庁舎

### 市議会
ディーツェンバッハの市議会は、45議席からなる。

### 紋章と旗
図柄: 紋章は赤地で、中に青い波帯が絵が描かれた銀の斜め帯が左上（向かって右上）から右下（向かって左下）に引かれている。2つの赤地領域には、2枚の緑の葉を持つ金のブドウの房がそれぞれ 1つずつ描かれている。
解説: ブドウは、ディーツェンバッハにおけるワイン造りの伝統を思わせる。18世紀に入るまでは、そして1960年代以降に再び、ヴィンゲルツベルクでブドウが栽培されている。青い波帯は市名の由来になったディーツェンバッハ川を示している。これは、古高ドイツ語の「ザワザワ音を立てる小川」または「ディーツの小川」を意味する。現在のディーツェンバッハの紋章は、ディーツェンバッハの代表者会議で採択され、ヘッセン州内務大臣ハインリヒ・シュナイダーによって認可された。
旗: ディーツェンバッハの旗は、幅の広い黄色部分の両側を細い青い部分で挟んだ形である。そして中央の黄色部分に市の紋章が描かれている。

### 姉妹都市
- ヴェリジー＝ヴィラクブレー（フランス、イヴリーヌ県）1976年
- マサヤ（ニカラグア、マサヤ県）1985年
- ラコブニーク（チェコ、中央ボヘミア州）1986年
- ノイハウス・アム・レンヴェク（ドイツ、テューリンゲン州）1990年
- オコノモウォック（アメリカ合衆国、ウィスコンシン州）2008年
- コスチュコヴィチ（ベラルーシ、マヒリョウ州）2009年

## 文化と見所

### 博物館
郷土博物館の他に、旧消防署に消防博物館がある。両施設はいずれも旧市街にある。

### 祭
ディーツェンバッハでは、毎年、以下の祭やイベントが開催されている。
- 4月に開催される「リンゴの花祭」
- 「ヘッセンの日」公園で開催される「境界のない祭」
- ハーモニー広場で5日間にわたって開催される「ビール祭」
- 7月から8月の10日間、ノイエ・シュタットミッテのヨーロッパ広場で開催される「ワイン祭」。この地域および南ドイツ全域からワイン業者がワインやそれに合う料理を提供し、ライブ・バンドの演奏付きで楽しむ。
- ディーツェンバッハ旧市街で行われる「光の夜」。博物館の夜間開放や郷土祭が開催される。
- 9月の第1週末に旧市街で開催される「飲み水の井戸祭」
- ブドウ搾りショーが行われる「エベルヴォイ」を含むディーツェンバッハ・ケルター祭（ケルター ＝ ブドウ搾り器）は旧市街で開催される。
- 教会開基祭は10月の最終週末に開催される。飲食店の屋台がハーモニー広場からディートリヒ＝ボンヘッファー＝シューレまでのラントヴェール通りに並ぶ。

### マーケット
- アルトシュタットマルクト（旧市街市）は、古い伝統的な芸術や若くてモダンな芸術家のためのマーケットである。
- クレアティーフマルクト（創造的な市）は、ライン＝マイン地域の日曜芸術家のためのマーケットである。
- ヴァイナハトマルクト（クリスマスマーケット）は、第1アドヴェントの週末に開催される。毎年、クリスマスの飾り付けがなされた旧市街で伝統的なクリスマスマーケットが開催される。特にグリューワイン、レープクーヒェン、華やかな音楽プログラムや展示品が魅力である。

### サークル活動
ディーツェンバッハのサークル活動はとても多彩である。全部で100以上のサークルがあるが、そのいくつかを列記する。
- 模型と模型飛行機のクラブ
- サッカークラブ 1971ディーツェンバッハ e.V.
- HSG ディーツェンバッハ（ハンドボールクラブ）
- モンテッソーリ協会ディーツェンバッハ
- SC シュタインベルク（スポーツクラブ）
- 1. FC トュルクギュク・ディーツェンバッハ（サッカークラブ）
- SG ディーツェンバッハ（チェス、ハンドボール、テニスなどのスポーツクラブ。ハンドボールチームは長年ブンデスリーガでプレイした）
- 射撃協会 テル 1930 e.V.（ピストル、鉄砲、弓）
- TG ディーツェンバッハ（ヴィンゲルツベルクのスポーツクラブ。体操、ダンス、フィットネス、テニス、サッカー、ハンドボール）
- ヴァルドルフ教育振興協会ディーツェンバッハ e.V.
- ディーツェンバッハ芸術家共同体 e.V.

### 映画
ディーツェンバッハは、1988年から公民館の地下に都市マーケティング局による公営の映画館「キノ D」（35 mm フィルムテクニック、サラウンド・システム）を有している。

## 経済と社会資本

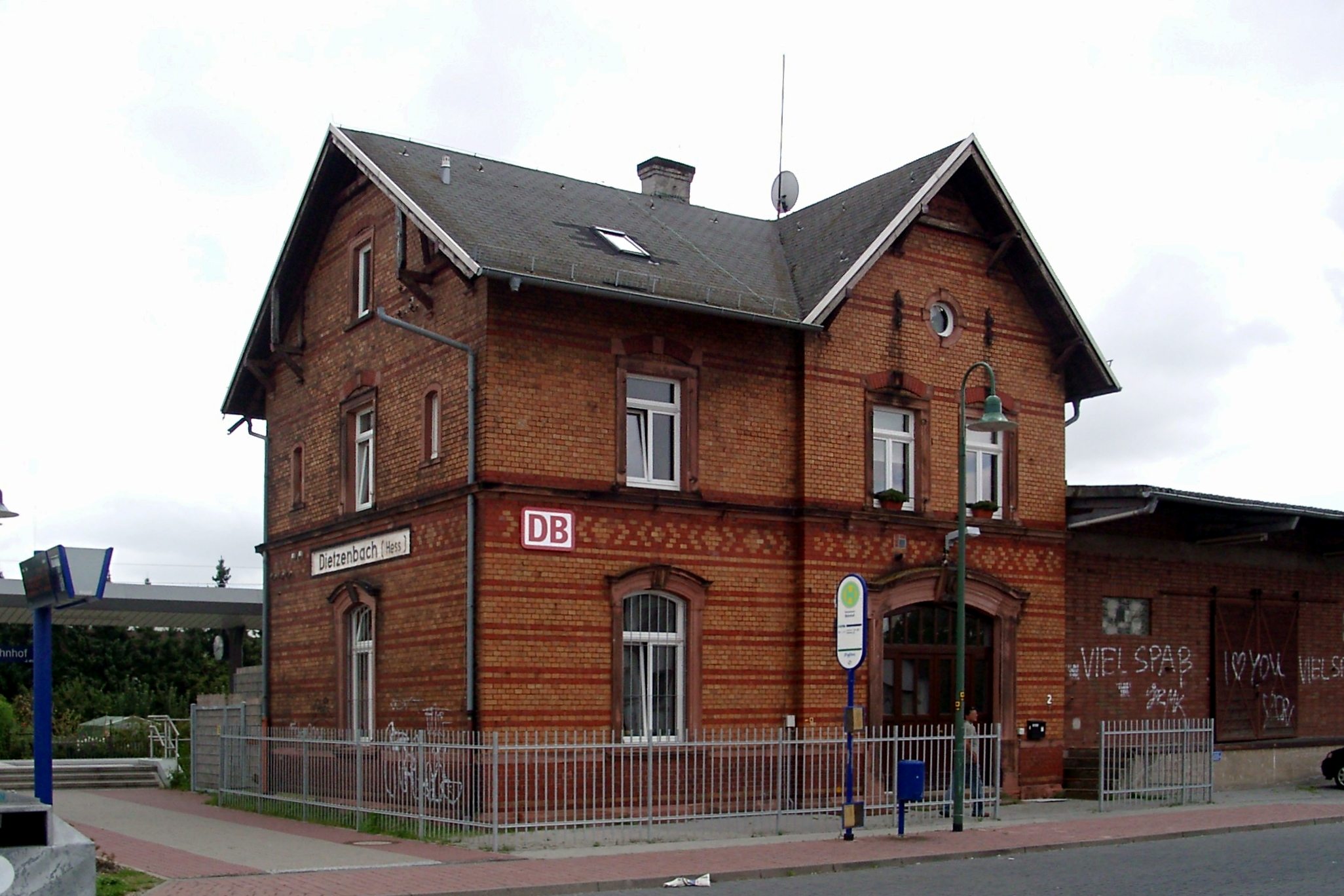
ディーツェンバッハ駅

### 交通

#### 鉄道
1898年に鉄道 オッフェンバッハ＝ビーバー - ディーツェンバッハ線が完成し、駅が設けられた。この路線は、ロートガウ鉄道の支線であった。その後、長い間、旅客交通はこの路線に依存していたが、2003年末から Sバーンの S2号ニーダーハウゼン - ディーツェンバッハ線によってこの街はライン＝マインSバーン網に接続した。ディーツェンバッハ市内には3つの駅がある。シュタインベルク駅、ディーツェンバッハ中央駅、そして終着駅のディーツェンバッハ駅である。

#### 道路
ディーツェンバッハは、Sバーンのディーツェンバッハ中央駅前の中央バスステーションを中心とした市バス網を有している。
連邦道 B459号線がディーツェンバッハを通っている。この連邦道の北端はノイ＝イーゼンブルクで B46号線に合流しており、これを経由してアウトバーン A3号線や A661号線のオッフェンバッハ・インターチェンジやオッフェンバッハ・ジャンクションに至る。また、南端はレーダーマルクとエッパーツハウゼンとの間で B45号線に合流する。
ディーツェンバッハは、ドイツでは、「ブリッツァーハウプトシュタット」（直訳すると「視線（監視）の首都」）として知られている。ZDFの番組 WISOレポートは、2012年2月20日に南北のメイン通りに9基の速度違反監視装置と自動車速度測定器を設置したと報道した。これは人口当たりの速度違反監視装置数としては最大密度にあたる数である。地元では、この街は「ブリッツェンバッハ」とあだ名されている。

### 教育
ディーツェンバッハには、6校の基礎課程学校とそれよりも上級の学校が2校ある。また、2校の私立学校（モンテッソーリシューレとヴァルドルフシューレ）の他に音楽学校や市民大学がある。

## 人物
出身者
- コルネリウス・ハニシュ（1952年 - ）女子フェンシング選手。1984年ロサンゼルス・オリンピックのフルーレ個人準優勝、フルーレ団体優勝選手（オリンピックフェンシング競技メダリスト一覧 (女子) 参照）。
- ゲッツ・オットー（1967年 - ）俳優

ゆかりの人物
- アジズ・ブハドゥズ（1987年 - ）モロッコ代表サッカー選手。幼少期を同市で過ごした。

## 引用
1. ↑  Hessisches Statistisches Landesamt: Bevölkerung in Hessen am 31.12.2023 (Landkreise, kreisfreie Städte und Gemeinden, Einwohnerzahlen auf Grundlage des Zensus 2011)]
2. ↑  Max Mangold, ed (2005). Duden, Aussprachewörterbuch (6 ed.). Dudenverl. p. 274. ISBN 978-3-411-04066-7
3. ↑  Gebietsänderungen vom 01.01. bis 31.12.2003 (Excel File)、ドイツ連邦統計局（2013年1月20日 閲覧）
4. ↑  フランクフルター・ルントシャウ 2007年12月24日付け 第20面 "Die Kinderlein kommen"
5. ↑  Christoph Manus: Die Zeit der Trennung ist vorbei フランクフルター・ルントシャウ 2010年8月19日付け（2013年1月20日 閲覧）
6. ↑  Dekanat Rodgau: Evangelisch in: Dietzenbach（2013年1月20日 閲覧）
7. ↑  Bistum Mainz: Kath. Pfarrgemeinde Sankt Martin, Dietzenbach（2013年1月20日 閲覧）
8. ↑  Jesus-Gemeinde Dietzenbach: Impressum（2013年1月20日 閲覧）
9. ↑  Neuapostolische Kirche Bezirk Offenbach: Gemeinden - Neuapostolische Kirche Hessen / Rheinland-Pfalz / Saarland（2013年1月20日 閲覧）
10. ↑  Die Kirchen in Dietzenbach（2013年1月20日 閲覧）
11. ↑  Gemeinsam für den Frieden arbeiten op-online 2011年6月14日付け（2013年1月20日 閲覧）
12. ↑  Gemeinsamer Nenner Friedeフランクフルター・ルントシャウ 2011年6月14日付け（2013年1月20日 閲覧）
13. ↑  2011年3月27日の市議会議員選挙結果、ヘッセン州統計局（2013年1月20日 閲覧）
14. ↑  Magistrat Dietzenbach: „775 Jahre Dietzenbach“
15. ↑  Kino D ディーツェンバッハ市の公式ウェブサイト（2013年1月20日 閲覧）